# Резя
Резя — деревня в Лешуконском районе Архангельской области. Входит в состав Олемского сельского поселения.

## География
Деревня расположена в северной части области на расстоянии примерно в 39 километрах по прямой к юго-востоку от районного центра села Лешуконское.
Часовой пояс
Деревня Резя как и вся Архангельская область, находится в часовой зоне МСК (московское время). Смещение применяемого времени относительно UTC составляет +3:00.

## Население
| 2002 | 2010 | 2012 |
| ---- | ---- | ---- |
| 6    | ↘0   | →0   |

Национальный состав
Согласно результатам переписи 2002 года, в национальной структуре населения русские составляли 89 % из 9 чел..